# Piledriver
Piledriver — п'ятий студійний альбом британського рок-гурту Status Quo, який був випущений 15 грудня 1972 року.

## Список композицій
1. «Don't Waste My Time» — 4:22
2. «Oh Baby» — 4:39
3. «A Year» — 5:51
4. «Unspoken Words» — 5:06
5. «Big Fat Mama» — 5:53
6. «Paper Plane» — 2:52
7. «All the Reasons» — 3:42
8. «Roadhouse Blues» — 7:26

## Учасники запису
- Френсіс Россі - вокал, гітара
- Рік Парфітт - вокал, гітара
- Алан Ланкастер - бас-гітара
- Джон Колен - ударні
- Боб Янг - гармоніка (на «Roadhouse Blues»)
- Джиммі Горовіц - фортепіано (на «Roadhouse Blues»)